# Anatol Bahatyrou
Anatol Wassiljewitsch Bahatyrou (* 31. Julijul. / 13. August 1913greg. in Wizebsk; † 19. September 2003 in Minsk) war ein sowjetischer bzw. belarussischer Komponist.

## Leben
Bahatyrou, Sohn eines Lehrers, studierte zunächst Komposition bei Mikalaj Aladau am Staatlichen belarussischen Musikalischen Technikum (1930–32) und anschließend bei Wassili Solotarjow am Minsker Konservatorium (bis 1937). Bereits mit seinen ersten veröffentlichten Werken (u. a. der Nationaloper In den Wäldern Polesiens) konnte er große Erfolge erzielen und wurde in der Folge Vorsitzender des belarussischen Komponistenverbandes (1938–41, 1942–49). Während des Zweiten Weltkriegs wurde er nach Swerdlowsk evakuiert, wo er Prorektor des dortigen Ural-Konservatoriums wurde (1941–43).
Ab 1948 lehrte Bahatyrou Komposition am Minsker Konservatorium (ab 1960 Professor), dessen Rektor er von 1948 bis 1962 war. 1967 wurde ein Lehrstuhl für Komposition eingerichtet, den er bis 1997 innehatte. In dieser Funktion galt er als einer der Gründerväter der belarussischen Komponistenschule. Zu seinen zahlreichen Schülern zählen Henrych Wahner, Jauhen Hlebau, Sjarhej Kartes, Andrej Mdywani, Dsmitry Smolski und Ihar Lutschanok.
Zu Bahatyrous Auszeichnungen zählen der Stalinpreis (1941 für In den Wäldern Polesiens), der Staatspreis der Belarussischen SSR (1969) sowie die Titel Volkskünstler der Belarussischen SSR (1968) und der RSFSR (1981).

## Stil
Bahatyrous Musik fußt auf der Tradition der russischen Nationalromantik des 19. Jahrhunderts, insbesondere Alexander Borodin und Alexander Glasunow. In seinen groß angelegten Werken (Sinfonien, Opern und Kantaten) dominieren heroische und monumentale Stimmungen mit starkem nationalen Bezug, oft vor dem Hintergrund des Zweiten Weltkriegs.
Bahatyrous Tonsprache bleibt stets tonal, wird durch die Verwendung belarussischer Folklore aber durch modale Skalen angereichert. Hervorzuheben ist Bahatyrous melodische Begabung, die sich nicht zuletzt in seinem starken Interesse an Vokalmusik manifestiert, sowie seine Verbindung von Kontrapunktik und volkstümlichen Texturen.

## Werke
- Orchesterwerke
  - Sinfonie Nr. 1 g-moll op. 15 (1946)
  - Sinfonie Nr. 2 Es-Dur op. 17 (1947)
  - Suite über Themen belarussischer Lieder (1948)
  - Festouvertüre op. 36 (1961)
  - Violoncellokonzert op. 40 (1962)
  - Kontrabasskonzert F-Dur op. 44 (1963)
  - Film- und Schauspielmusiken (u. a. zu Lermontows Maskerade, 1966)
- Opern
  - In den Wäldern Polesiens, Oper in vier Akten op. 4 (1939)
  - Nadseja Durawa, Oper in vier Akten op. 12 (1943)
- Vokalmusik
  - Das Märchen von der Bärin, Kantate nach Alexander Puschkin für Soli, Chor und Orchester op. 3 (1937)
  - Die Leningrader, Kantate nach Schambyl Schabajew (1941)
  - Den belarussischen Partisanen, Kantate nach Janka Kupala für Tenor, Chor und Orchester op. 8 (1942)
  - Belarus, Kantate für Mezzosopran, Chor und Orchester op. 22 (1949)
  - Belarussische Lieder, Kantate nach Volkstexten und Nil Hilewitsch für Soli, Chor und Orchester op. 50 (1967)
  - Die Schlacht um Belarus, Oratorium op. 67 (1985)
  - Bilder des Heimatlandes, Kantate nach Nil Hilewitsch und Volkstexten für Soli, Chor und Volksinstrumentenorchester (1987)
  - Lieder und Romanzen für Singstimme und Klavier
  - Chöre
- Kammer- und Klaviermusik
  - Streichquartett (1941)
  - Klaviertrio op. 10 (1943)
  - Violinsonate op. 16 (1946)
  - Violoncellosonate op. 25 (1950)
  - Kontrabasssonate op. 49 (1965)
  - Posaunensonate (1964)
  - Klaviersonate op. 33 (1958)
  - drei Hefte von je 8 Präludien für Klavier op. 72, 73 und 74 (1998/99)